# Mahmud Yalawatsch
Mahmud Yalawatsch (* vor 1218; † 1254) war ein mächtiger Statthalter und Minister Dschingis Khans und seiner drei Nachfolger. Er amtierte in Mittelasien und Nordchina und war neben Yelü Chutsai (1189–1243) eine der maßgeblichen Figuren in der entstehenden Verwaltung des Mongolenreiches. 

## Leben
Mahmud Yalawatsch stammte aus Choresm. Er tauchte erstmals 1218 als Botschafter im Dienste des Mongolenherrschers auf. Der Historiker Barthold nahm an, dass er mit Mahmud Beg, einem Wesir des letzten legitimen Khans der Kara-Kitai, Yelü Zhilugu (Chih-lu-ku, reg. 1178–1211) identisch ist und demzufolge bei der inneren Auflösung dieses Staates in die Dienste der Mongolen trat. 1229 wurde er von Ögedei Khan zum Statthalter für die sesshafte Bevölkerung Mittelasiens gemacht, als Gegenstück zu Yelü Chutsai, der für Nordchina zuständig war.
Er bemühte sich um die Organisation einer geordneten Steuereintreibung (anstelle von Plünderung), um den Wiederaufbau der durch den Mongolensturm verwüsteten städtischen Zentren und Dörfer und um die Wiederinstandsetzung der Bewässerungsanlagen. Ein besonderes Anliegen war ihm eine Steuerreform, durch die die Landbevölkerung von willkürlichen Besteuerungen der mongolischen Prinzen entlastet werden sollte.
Bei der Niederschlagung des Tarabi-Aufstandes in Buchara (1238–1241) wurde er nach China versetzt und durch seinen Sohn Masud Beg (gest. 1289) ersetzt, der seine Politik fortsetzte. Der Grund lag offenbar in wiederholten Reibereien mit dem Prinzen Tschagatai und dessen Beratern. Zuletzt hatte er sich einem geplanten Massaker an der Stadtbevölkerung von Buchara widersetzt.
In China stieß er schnell auf Vorbehalte seiner chinesischen Untergebenen, hatte mit deren Intrigen zu kämpfen und wurde abgesetzt. Unter der Regierung Töregenes (reg. 1241–1246) wurde er  durch Abd al-Rahman ersetzt und floh er zu dem Prinzen Goden, Töregenes  Sohn, der ihn vor den Anfeindungen seiner Mutter beschützte. Der neue Großkhan Gujuk setzte ihn erneut in sein Amt in China ein, und ebenso tat es Gujuks Nachfolger Möngke Khan (1251). 
Unter Möngke Khan wurde das von Mahmud Yalawatsch in den 1230ern entwickelte Steuersystem in allen mongolischen Gebieten eingeführt und diente als Basis für die Steuereintreibung aller Khanate. In China war Mahmud Yalawatschs Verwaltung allerdings unverändert unbeliebt: man sah ihn als unehrlich, unhöflich, dominant und schamlos an und beurteilte seine Steuerforderungen als zu hoch. Der Prinz Kubilai stellte sich hinter den Protest und setzte sich durch: die Steuern wurden reduziert und Mahmuds Autorität über Kubilais Verwaltung unterminiert.
Mahmud Yalawatsch starb Jamal Qarshi (Chronist aus Kaschgar, frühes 14. Jh.) zufolge im Frühjahr 1254 in Peking.